# Seznam verskih skupin
Seznam najpomembnejših verskih skupin.

## Abecedni seznam

### B
- Bahaisti
- Budisti

### J
- Judje

Etnične skupine:
- Aškenaški Judje
Črni Judje
Mizrahi
Sefardski Judje

Verske skupine:
- Ortodoksni Judje
  - Hasidijski Judje
Haredi Judje
Mitnagdimski Judje
Moderni ortodoksni Judje

Reformirani Judje
Konzervativni Judje
Rekonstruirani Judje

### K
- Konfucijanci
- Kristjani
Katoliki
Protestanti
Pravoslavci
Anglikanci
Luteranci
Reformisti
Kongregacionalisti
Baptisti
Krščanski bratje
Metodisti
Kvekerji
Ekumeni
Mormoni

### M
- Muslimani
Suniti
Vahabiti
Šiiti
Zaiditi
Imamiti
Izmailci
Ahmediti

### T
- Taoisti